# Zorba's Dance
„Zorba's Dance“ (řecky Ο Χορός Του Ζορμπά) je instrumentální skladba řeckého skladatele Mikise Theodorakise. Píseň k tanci, který se zapsal do dějin s názvem sirtaki, zazněla v roce 1964 ve filmu Řek Zorba, k němuž Theodorakis napsal soundtrack, a proslavila se po celém světě. Dnes se běžně hraje a tančí v řeckých tavernách. Skladba z filmu byla posléze nahrána jako samostatná píseň mnoha různými hudebníky z celého světa.

## Pozadí
Hudbu složil Mikis Theodorakis, který ji odvodil z rembetika, což je forma městské hudby, kterou hrají řečtí hudebníci s tureckými módy makam. Hudba a její píseň „Strose To Stroma Sou Gia Dio“ („Ustel si pro dva“) byla upravena krétským hudebníkem Giorgisem Koutsourelisem  z tradiční skladby syrtos pocházející z města Chania. Tato hudba a píseň byla vybrána pro „energický rytmus“ a určitou podobnost s rembetikem. Soundtracková nahrávka byla zahrána na nástroj buzuki.
Původní soundtrack, jehož autorem je Mikis Theodorakis, byl vydán jako singl v roce 1965. Patřil k řadě různých verzí v podání různých umělců, které byly díky úspěchu filmu vydány ve stejném roce po celém světě. Verze od Mikise Theodorakise se dostala na první místo hitparád v Rakousku a Belgii, v nizozemském žebříčku Top 40 (který sdružoval různé verze) dosáhla 5. místa a v Západním Německu 7. místa.
Řecká vojenská junta, která byla u moci v letech 1967–1974, hudbu, stejně jako další díla Mikise Theodorakise, zakázala.

### Tanec Sirtaki
Tanec doprovázený hudbou pojmenovali „sirtaki“. Byl vytvořen speciálně pro film, nikoli jako tradiční forma tance. Název napovídá, že byl vytvořen na základě typu tance „syrtos“, při kterém tanečníci místo poskakování táhnou nohy, nicméně zahrnuje jak pomalejší styl hasapiko, tak rychlejší hasaposerviko. Stal oblíbenou formou řeckého tance.

## Žebříčky
| Žebříček (1965)                          | Nejvyšší pozice |
| ---------------------------------------- | --------------- |
| Belgie (Ultratop 50 Valonsko)            | 1               |
| Belgie (Ultratop 50 Vlámsko)             | 1               |
| Nizozemsko (Single Top 100)              | 6               |
| Norsko (VG-lista)                        | 4               |
| Rakousko (Ö3 Austria Top 40)             | 1               |
| Západní Německo (Official German Charts) | 7               |

## Další nahrané verze
- V USA umělci Herb Alpert a Tijuana Brass nahráli žesťovou verzi písně na své album Going Places z roku 1965.[17] Píseň byla vydána jako upravený singl s dabingem živého publika a dosáhla 11. místa v žebříčku Billboard Hot 100 a 2. místa v žebříčku Easy Listening.[18]
- Marcello Minerbi & His Orchestra vydal nahrávku (Durium Records DRS 54001), která se v srpnu 1965 dostala na 6. místo UK Singles Chart[19] a na 8. místo irské hitparády.[20]
- Duo Acropolis vydalo verzi, která se v roce 1965 umístila na 5. místě v Nizozemsku a na 1. místě v Belgii.[21]
- Trio Hellenique vydalo v Belgii verzi, která se dostala na první místo vlámské hitparády.[22]
- Jørgen Ingmann vydal v roce 1965 v Západním Německu verzi „Zorba“, která se umístila na 13. místě.[23]
- Dalida nahrála vokální verzi s názvem „La danse de Zorba“ s francouzským textem od Françoise Dorina, která se v roce 1965 dostala na 24. místo belgické valonské hitparády.[24]
- V roce 1993 vydala Atenna tranceovou verzi s názvem „Zorba The Greek“, která se dostala na 31. místo nizozemské hitparády a na 22. místo vlámské hitparády.[25]
- V roce 1998 tuto píseň převzala britská taneční skupina LCD. Jejich verze se téhož roku umístila na 20. místě britské hitparády a při reedici v říjnu 1999 na 22. místě.[19] Na 13. místě se umístila také v Austrálii a získala platinový certifikát.[26]

## Inspirace
Skladba se stala inspirací pro singl „Bend It!“ z roku 1966 britské skupiny Dave Dee, Dozy, Beaky, Mick & Tich, který se dostal na první místo v Německu, na Novém Zélandu a v Jihoafrické republice.

## V současné kultuře
- Píseň je v Peru nechvalně známá kvůli svému spojení se Světlou stezkou (Sendero Luminoso).[30] Na začátku 90. let se do médií dostaly úryvky z videozáznamu, na němž vedení Sendera Luminosa tančí během oslav a z něhož vyplývá, že se šéfové organizace skrývají ve středostavovských čtvrtích samotné Limy.[31]

- Píseň zazněla mimo jiné ve filmu Sbal prachy a vypadni a v epizodě „Subdivision“ seriálu Útěk z vězení, kde Charles "Haywire" Patoshik přepadl fast food a cpal se limonádou a zmrzlinou.

- Instrumentální skladba zazněla také v přestávkovém čísle Lidové tance z různých zemí v podání souboru Igora Mojsejeva[32] ve 2. Semifinále soutěže Eurovision Song Contest 2009 v Moskvě.
- Skladba byla také použita pro řecký vstup do taneční soutěže Eurovize 2007, na kterou v Londýně tančili Ourania Kolliou a Spiros Pavlidis[33] jako svůj druhý tanec. S 31 body skončili na 13. místě.